# 長身短吻獅子魚
長身短吻獅子鱼，为輻鰭魚綱鮋形目杜父魚亞目狮子鱼科的其中一種。分布於東太平洋區，包括美國、巴拿馬等海域。屬深海魚類，棲息在水深1900至3334公尺的水域，體長可達12.6公分，生活習性不明。